# Nokia Asha
Pour les articles homonymes, voir Asha.
Nokia Asha est une gamme de téléphone mobile basique lancée par le fabricant Nokia à la fin de l'année 2011. Ces téléphones portables, utilisant la série S40 du système d'exploitation Symbian OS, sont destinés à l'entrée de gamme des téléphones Nokia, à l'opposé de la gamme Microsoft Lumia.
Le 3 septembre 2013, Microsoft annonce son acquisition des dispositifs mobiles de Nokia, et donc une simplification avec la fermeture de nombreuses séries. Cependant, la société conserve la gamme Asha pour s'en servir de rampe d'accès à sa plate-forme Windows Phone. Mais quelques mois plus tard, la société publie un communiqué : dans le cadre des réductions budgétaires, Microsoft mettra prochainement fin aux gammes Asha et Nokia X, afin de produire uniquement des smartphones sous Windows Phone avec une plus grande diversité.

## Origine du nom
Le mot Asha est tiré d'un mot sanskrit qui signifie « espoir ».

## Systèmes de la gamme
Les téléphones portables de la gamme Asha utilisent la série S40 du système d'exploitation Symbian OS.
Les Asha 230 (annoncé le 14 février 2014), Asha 500, Asha 501 (publié en mai 2013), Asha 502, Asha 503 sont alimentés par la plate-forme Nokia Asha, qui se fonde sur S40.
C'est l'héritier du système d'exploitation Epoc32. En 1996, Symbian ltd est fondée d'un partenariat de la société mère PSION avec Nokia, Ericsson, Motorola et Matsushita. Il dispose de nombreuses API spécifiques pour la communication mobile voix et données, et utilise des protocoles standard de communication réseau  : IPv4/IPv6, WAP, MMS, Bluetooth, GPRS/UMTS, Java, SyncML…

## Modèles de la gamme
Voici la liste des téléphones mobiles de la gamme Asha.
Aucun des modèles Asha n'a de fonctionnalité GPS, cependant tous prennent en charge la radio FM.
Les modèles Asha 305 et Asha 311 sont connus comme la première génération de téléphones Asha entièrement tactile, la deuxième génération est la ligne Asha 50x.
| Modèle   | Date d'annonce    | Configuration SIM                              | Méthode d'interaction                      | Fréquence de connexion                             | Wi-Fi | Camera           | HERE Maps    | Prédécesseur(s) ou modèle antérieur                                                           |
| -------- | ----------------- | ---------------------------------------------- | ------------------------------------------ | -------------------------------------------------- | ----- | ---------------- | ------------ | --------------------------------------------------------------------------------------------- |
| Asha 200 | 26 octobre 2011   | Dual                                           | QWERTY                                     | EDGE, GPRS                                         | (no)  | 2 Mpx            |              | Nokia X1-01 and Nokia X2-01                                                                   |
| Asha 201 | 26 octobre 2011   | Single-SIM                                     | QWERTY                                     | EDGE, GPRS                                         | (no)  | 2 Mpx            |              | Nokia X1-01 and Nokia X2-01                                                                   |
| Asha 202 | 27 février 2012   | Dual                                           | Touch and type                             | EDGE, GPRS                                         | (no)  | 2 Mpx            | Some markets | Specifications:                                                                               |
| Asha 203 | 27 février 2012   | Single                                         | Touch and type                             | EDGE, GPRS                                         | (no)  | 2 Mpx            | Some markets |                                                                                               |
| Asha 205 | 29 novembre 2012  | Dual-SIM and a single-SIM version              | QWERTY                                     | DTM (MSC 12), EDGE, GPRS                           | (no)  | 0,3 Mpx          |              | Nokia Asha 200 (Dual-SIM version) and Nokia Asha 201 (Single-SIM version).                    |
| Asha 210 | 24 avril 2013     | Single- and dual-SIM version                   | QWERTY                                     | DTM (MSC 12), EDGE, GPRS                           | Oui   | 2 Mpx            | Oui          | The first phone with a hardware WhatsApp key.                                                 |
| Asha 230 | 24 février 2014   | Single-SIM and Dual-SIM Version                | Capacitive touchscreen                     | EDGE, GPRS                                         | (no)  | 1,3 Mpx          |              |                                                                                               |
| Asha 300 | 26 octobre 2011   |                                                | Touch and type                             | HSDPA Cat9 (10,2 Mbit/s) HSUPA Cat5 (2,0 Mbit/s)   | (no)  | 5 Mpx            |              | Nokia C3-01. Asha 300 specifications: This is one of the first two Asha phones to support 3G. |
| Asha 302 | 27 février 2012   |                                                | QWERTY                                     | HSDPA Cat10 (14,4 Mbit/s) HSUPA Cat6 (5,76 Mbit/s) | Oui   | 3,2 Mpx          |              | Nokia C3-00                                                                                   |
| Asha 303 | 26 octobre 2011   |                                                | QWERTY / Touch and type                    | HSDPA Cat10 (14,4 Mbit/s) HSUPA Cat6 (5,76 Mbit/s) | Oui   | 3,2 Mpx          | Oui          | Nokia X3-02. Asha 303 is one of the first two Asha phones to support 3G.                      |
| Asha 305 | 6 juin 2012       | Dual-SIM capabilities                          | Resistive touch screen                     | EDGE, GPRS                                         | (no)  | 2 Mpx            | Oui          |                                                                                               |
| Asha 306 | 6 juin 2012       |                                                | Resistive touch screen                     | EDGE, GPRS                                         | Oui   | 2 Mpx            | Oui          |                                                                                               |
| Asha 308 | 13 février 2013   | Dual-SIM capabilities                          | Capacitive touch screen                    | EDGE, GPRS                                         | (no)  | 2 Mpx            | Oui          | Nokia Asha 305                                                                                |
| Asha 309 | 25 septembre 2012 |                                                | Capacitive touch screen                    | EDGE, GPRS                                         | Oui   | 2 Mpx            | Oui          | Nokia Asha 306                                                                                |
| Asha 310 | 13 février 2013   | Dual-SIM                                       | Capacitive touch screen                    | EDGE, GPRS                                         | Oui   | 2 Mpx            | Oui          |                                                                                               |
| Asha 311 | 6 juin 2012       |                                                | Capacitive touch screen w/ Gorilla Glass   | HSDPA Cat10 (14,4 Mbit/s) HSUPA Cat6 (5,76 Mbit/s) | Oui   | 3,2 Mpx          | Oui          | Nokia 5250.                                                                                   |
| Asha 500 | 22 octobre 2013   | Dual- and single-SIM                           | Capacitive touch screen                    | GPRS, EDGE                                         | Oui   | 2 Mpx            |              | Specifications:                                                                               |
| Asha 501 | 9 mai 2013        | Dual- and single-SIM versions                  | Capacitive multi-point touch display       | EDGE, GPRS                                         | Oui   | 3,2 Mpx          | Oui          |                                                                                               |
| Asha 502 | 22 octobre 2013   | Dual-SIM                                       | Capacitive touch screen                    | GPRS, EDGE                                         | Oui   | 5 Mpx +LED flash |              | Specifications:                                                                               |
| Asha 503 | 22 octobre 2013   | Dual- and single-SIM Dual camera/single camera | Capacitive touch screen w/ Gorilla Glass 2 | HSDPA Cat7 (7,2 Mbit/s) HSUPA Cat6 (5,76 Mbit/s)   | Oui   | 5 Mpx +LED flash |              | Specifications: This is the fifth Asha phone to support 3G.                                   |